# Tomiyamichthys russus
Tomiyamichthys russus — вид риб з родини бичкових (Gobiidae). Демерсальна, морська тропічна риба.
Поширені в західній Пацифіці, а саме у Південно-Китайському морі і вздовж берегів південно-східної Азії і біля островів Малайського архіпелагу Папуа Нової Гвінеї, Австралії.